# 境一雄

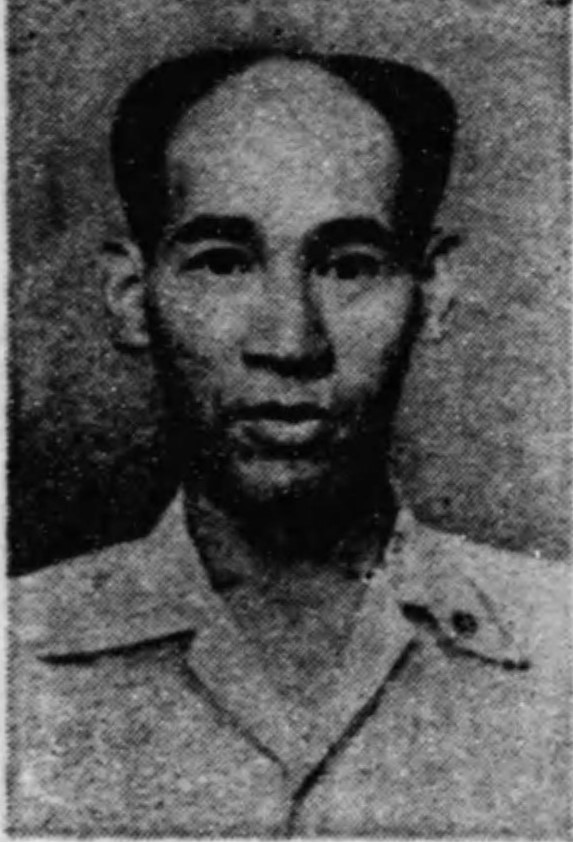
境一雄

境 一雄（さかい かずお、1900年（明治33年）11月8日 - 1983年（昭和58年）9月17日）は、大正・昭和期の労働運動家、実業家、政治家。衆議院議員。

## 経歴
北海道小樽区（現小樽市）で生まれる。1920年（大正9年）小樽中学校（現北海道小樽潮陵高等学校）を卒業。その後、早稲田大学政経科で学んだが中退した。割箸製造販売業を営む。その後、岸鉄工所庶務課長、小樽物産取締役、北海道配電小樽支店経営協議会委員などを務めた。
1926年（大正15年）日本労働組合評議会北海道地方評議会議長に就任。同年5月1日、北海道初のメーデー実行委員長を務めた。
1947年（昭和22年）4月、第23回衆議院議員総選挙で北海道第1区から日本社会党公認で出馬して当選し、衆議院議員に1期在任した。1949年（昭和24年）1月の第24回総選挙に出馬したが落選した
1952年（昭和27年）小樽市議会議員に選出され3期在任し、副議長も務めた。1982年（昭和57年）、1983年（昭和58年）の春の叙勲について対象となったが辞退した。

## 著作
- 『青年に訴ふ』青年日本聯盟、1934年。